# ونسيت أني امرأة (فلم)
ونسيت أني امرأة فيلم صدر سنة 1994 من إخراج عاطف سالم وتأليف إحسان عبد القدوس، من بطولة ماجدة وفؤاد المهندس وسمير صبري 

## ملخص القصة
سعاد أستاذة جامعية طموحة تنشغل بعملها عن حياتها الخاصة فتهمل زوجها عبد الحميد الذي يشغل منصبًا رفيعًا في أحد البنوك وابنتها غادة، تشعر سعاد بتغير في طبيعة تعامل زوجها معها، فتكتشف أنه متزوج من امرأة أخرى هي سميرة، فتطلب سعاد الطلاق وتتزوج من الدكتور كمال وهو مشغول أيضًا بعمله.

## شخصيات الرواية:
أبرز شخصيات رواية ونسيت أني امرأة:
- منى: البطلة، امرأة جميلة وذكية، تعيش حياة زوجية مضطربة تشعر فيها بالصراع بين رغبتها في الاستقلال الذاتي وبين واجباتها كزوجة. تسعى منى لتحقيق توازن بين حياتها الخاصة وتوقعات المجتمع منها، لكنها تصطدم بالعقبات التي تجعلها تشعر أحيانًا بأنها "نسيت أنها امرأة"، مما يعكس الضغوط والتضحيات التي تواجهها
- مدحت: زوج منى، وهو رجل يحمل أفكارًا تقليدية عن الزواج والعلاقات، يرى في زوجته واجبًا متوقعًا أكثر من كونها شريكة حقيقية. شخصية مدحت تمثل الفكر المجتمعي التقليدي والنظرة النمطية تجاه دور المرأة في الحياة الزوجية، مما يزيد من إحساس منى بالاختناق والحاجة إلى الحرية.
- كمال: صديق منى، شخصية ذات تأثير إيجابي وداعم. يمثل كمال شخصية تتفهم مشاعرها وتطلعاتها بشكل أعمق، ما يساعد منى على استكشاف نفسها وفهم رغباتها الحقيقية. يعد كمال رمزًا للجانب المشرق والداعم الذي يمكن أن يساعد المرأة على اكتشاف ذاتها
- والدة منى: تمثل صوت المجتمع والتقاليد، حيث تنصح منى بالصبر والتنازل عن طموحاتها من أجل الحفاظ على بيتها وزوجها. تؤثر والدة منى على نظرتها للحياة والعلاقات، لكنها أيضًا منبع للضغط العائلي والاجتماعي على منى.

## الممثلون في فيلم "ونسيت أني امرأة"
- ماجدة
- فؤاد المهندس
- سمير صبري
- غادة نافع
- حسن كامي
- زيزي مصطفى (ممثلة)
- أشرف سيف
- ياسر إبراهيم
- حسين الشريف
- كوثر كمال
- كوثر رمزي
- بدرية عبد الجواد
- نادية شمس الدين
- أحمد بهلول
- فايزة أبو حطب
- صباح محمود
- محمود السركي
- سهير شلبي